# Charles Dugua
Charles-François-Joseph Dugua, né le 1er mars 1744 à Valenciennes et tué le 16 octobre 1802 à La Crête-à-Pierrot, est un général français.

## Biographie
Entré en 1760, en qualité de cadet, dans le régiment de Bourbon infanterie, Dugua était parvenu au grade de capitaine, lorsqu’un de ces passe-droit, si communs à cette époque, le força à donner sa démission en 1776. La Révolution n’ayant pas tardé à le replacer dans les rangs de l’armée, il fut nommé lieutenant de gendarmerie dans sa ville natale en 1790 et parvint rapidement au grade de colonel de son arme, contribuant, à la tête de quelques compagnies de ce corps, à repousser l’armée espagnole du territoire français qu’elle avait un instant envahi. Sa conduite dans cette campagne lui valut le brevet de général de brigade le 14 août 1793 et devient général de division le 23 novembre 1793.
Il sert (probablement en 1794) en tant que Général de division à l'armée des Pyrénées-Orientales. Appelé en 1796 à l’armée de l'Ouest commandée par le général Hoche, il ne tarda pas à aller rejoindre en Italie le général Bonaparte. Il se distingua à la bataille de Rivoli le 26 nivôse an V (15 janvier 1797), aux combats de la Corona, de Saint-Antoine, et surtout au passage du Tagliamento, 25 et 28 ventôse an V (18 mars 1797), puis il reçut l’ordre d’aller occuper Trieste, dont la possession devait assurer les mouvements de l’armée vers le Tyrol.
Après le traité de Campo-Formio du 26 vendémiaire an VI (17 octobre 1797), il fut nommé au commandement de la 14e division militaire. L’expédition d’Égypte se préparant alors, Bonaparte signalait aux membres du gouvernement les officiers généraux qui devaient en faire partie et il n’oublia pas de comprendre sur sa liste le nom du général Dugua, dont la bravoure, pendant toute la durée de cette expédition, ne se démentit pas. Il se signala à la bataille des Pyramides du 3 thermidor an VI (21 juillet 1798), où il commandait la division de réserve, et décida, par son audace et son intrépidité, la déroute des Mamelouks (toutefois on lit dans la biographie du général Lannes que la division Dugua n'intervint pas dans la bataille des Pyramides). Déjà, le 26 messidor an VI (14 juillet 1798), il avait pris une part active au combat de Chebreiss.
Avant son départ pour la Syrie, Bonaparte lui confia le commandement du Caire. Dugua parvint, par ses dispositions, à étouffer les ferments de révolte qui se manifestaient dans les provinces environnantes, à déjouer les tentatives des Anglais, et à maintenir constamment le calme au dehors et parmi les populations soumises à son autorité. Il commandait la division de Kléber, qui avait été blessé à l’assaut d’Alexandrie, lorsque, le 17 messidor an VII (5 juillet 1799), il reçut l’ordre de se porter sur Rosette, de s’emparer de cette place, d’y laisser garnison, et de remonter la rive gauche du Nil pour se rendre à la hauteur de Damanhur, mission dont il s’acquitta avec le plus grand succès.
Arrivé, le 5 frimaire an VI (25 novembre 1797), dans le département du Calvados comme général commandant la 14e division militaire, Dugua avait été élu, la même année, député de ce département aux Cinq-Cents. Revenu en France en l’an IX, le général Dugua revint dans le Calvados où il présenta sa lettre de nomination datée du 19 fructidor an VIII (6 septembre 1800) et exerça les fonctions de préfet du 25 vendémiaire an IX (17 octobre 1800) au 8 brumaire an X (30 octobre 1801).
Lorsque Dugua apprit que l’on préparait une expédition pour Saint-Domingue, il demanda au premier Consul l’autorisation d’en faire partie. Envoyé en qualité de chef d’état-major du général Charles Victoire Emmanuel Leclerc, il s’y fit remarquer dans tous les engagements partiels qui eurent lieu entre les troupes françaises et l’armée haïtienne. Atteint de deux coups mortels à l’attaque du Fort-à-Pierrot qu’il dirigeait, il ne survécut que peu d’instants à ses blessures et rendit bientôt le dernier soupir.
Savant distingué aussi bien qu’habile général, Dugua avait fait partie de l’Institut d'Égypte. Ayant rétabli, pendant sa préfecture du Calvados, l’Académie des sciences, arts et belles-lettres de Caen fondée en 1652, il inséra dans le recueil de cette société plusieurs mémoires remarquables.